# Brittanniëhaven
De Brittanniëhaven is een haven in het oosten van het Europoort-gebied in Rotterdam, aan het uiteinde van het Calandkanaal.
Sinds 1981 is aan de Brittanniëhaven een overslagbedrijf voor auto's gevestigd. Per jaar komen hier 250 PCTC's (Pure Car Transport Carriers) aan met auto's aan boord, die hiervandaan via trein en wegvervoer over heel Europa worden verdeeld. Omdat deze schepen hoog op het water liggen is bij de Calandbrug een windscherm gebouwd van 1750 meter lang en 25 meter hoog, waardoor de autoschepen de Calandbrug ook boven windkracht 5 kunnen passeren.
Sinds 2015 is Broekman Terminals over genomen door het naastgelegen C.RO Ports b.v. Dit is een roll-on-roll-off-terminal die voornamelijk opleggers, containers en ander rollend materieel vervoert. Dagelijks zijn er 2 afvaarten kennende naar Killingholme en Purfleet. Verder zijn er 2 wekelijks lijnen naar Dublin en Leixões. 
Aan de zuidkant van de Brittanniëhaven was het containerbedrijf Bell Lines gevestigd, dat containerdiensten op Ierland en Engeland onderhield. Dit bedrijf is 1996 verhuisd naar het Eemhaven-gebied. Tegenwoordig is op dit terrein Gevelco, een staaloverslagbedrijf gevestigd, dat schepen overdekt kan lossen en lading geconditioneerd kunnen opslaan.